# Santa Cristina de Arões

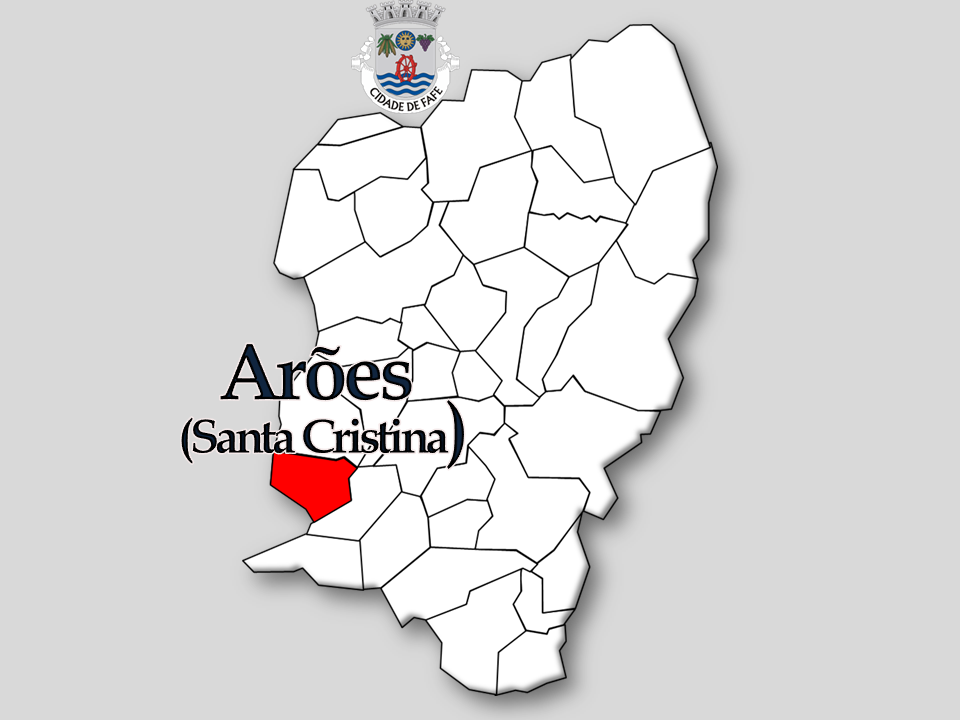
Localização da Freguesia de Arões (Santa Cristina) no Município de Fafe

A Freguesia de Santa Cristina de Arões (oficialmente, Freguesia de Arões (Santa Cristina)) é uma freguesia portuguesa do Município de Fafe com 3,95 km² de área e 1550 habitantes (censo de 2021), tendo, por isso, uma densidade populacional de 392,4 hab./km².
Esta freguesia situa-se num vale fértil, a sudoeste do município, sendo atravessada por uma ribeira, afluente do rio Vizela. Confina com os municípios de Guimarães e Felgueiras.

## História
No monte de Santo António, há vestígios de um povoado fortificado – um castro muito destruído , o que nos prova que esta região foi habitada na época proto-histórica.
A origem da freguesia é anterior à fundação da nacionalidade, existindo um documento datado de 1014, pelo qual, Ramiro II faz doação ao Mosteiro de Guimarães das duas freguesias de Arões: Santa Cristina e S. Romão.
As inquirições de 1220 referem que, naquela época, havia, nesta paróquia, ao todo, seis casais, sendo dois propriamente da coroa, portanto Reguengos.
As inquirições de 1290 citam a quintã, chamada de «Vila Pouca», que era propriedade de Gonçalo Mendo, juiz vimarenense. Era a única  honra da paróquia.
Existe, nesta freguesia uma curiosa capela dedicada a Santo António. A imagem que lá se venera é a imagem de origem, portanto, de inestimável valor.
As duas freguesias de Arões – Santa Cristina e S. Romão – pertenceram a Guimarães e à sua comarca até serem incorporadas no concelho (atual município) de Fafe, quando este foi criado, por Decreto-Lei de 31 de dezembro de 1853.

## Demografia
A população registada nos censos foi:
| Distribuição da População por Grupos Etários | Distribuição da População por Grupos Etários | Distribuição da População por Grupos Etários | Distribuição da População por Grupos Etários | Distribuição da População por Grupos Etários |
| -------------------------------------------- | -------------------------------------------- | -------------------------------------------- | -------------------------------------------- | -------------------------------------------- |
| Ano                                          | 0-14 Anos                                    | 15-24 Anos                                   | 25-64 Anos                                   | > 65 Anos                                    |
| 2001                                         | 283                                          | 234                                          | 703                                          | 132                                          |
| 2011                                         | 299                                          | 184                                          | 903                                          | 152                                          |
| 2021                                         | 222                                          | 192                                          | 897                                          | 239                                          |